# Lodosa
Lodosa è un comune spagnolo di 4 878 abitanti situato nella comunità autonoma della Navarra, lungo il fiume Ebro.